# الدوق كارل ألكسندر من فورتمبيرغ
كارل ألكسندر هرتسوغ فون فورتمبيرغ (الأب أودو OSB) (12 مارس 1896 – 27 ديسمبر 1964) كان من أفراد آل فورتمبيرغ وصار راهبًا بينديكتيًا. قدم كارل ألكسندر، خلال فترة الحقبة النازية وما أعقبها، المساعدات للاجئين واليهود وأسرى الحرب، وأُبلغ عن هذه الأنشطة إلى حكام ألمانيا النازيين. كما عمل مخبرًا لمكتب التحقيقات الفيدرالي وتجسس على واليس سيمبسون، عشيقة الملك البريطاني السابق إدوارد الثامن وزوجته المستقبلية.

## الحياة

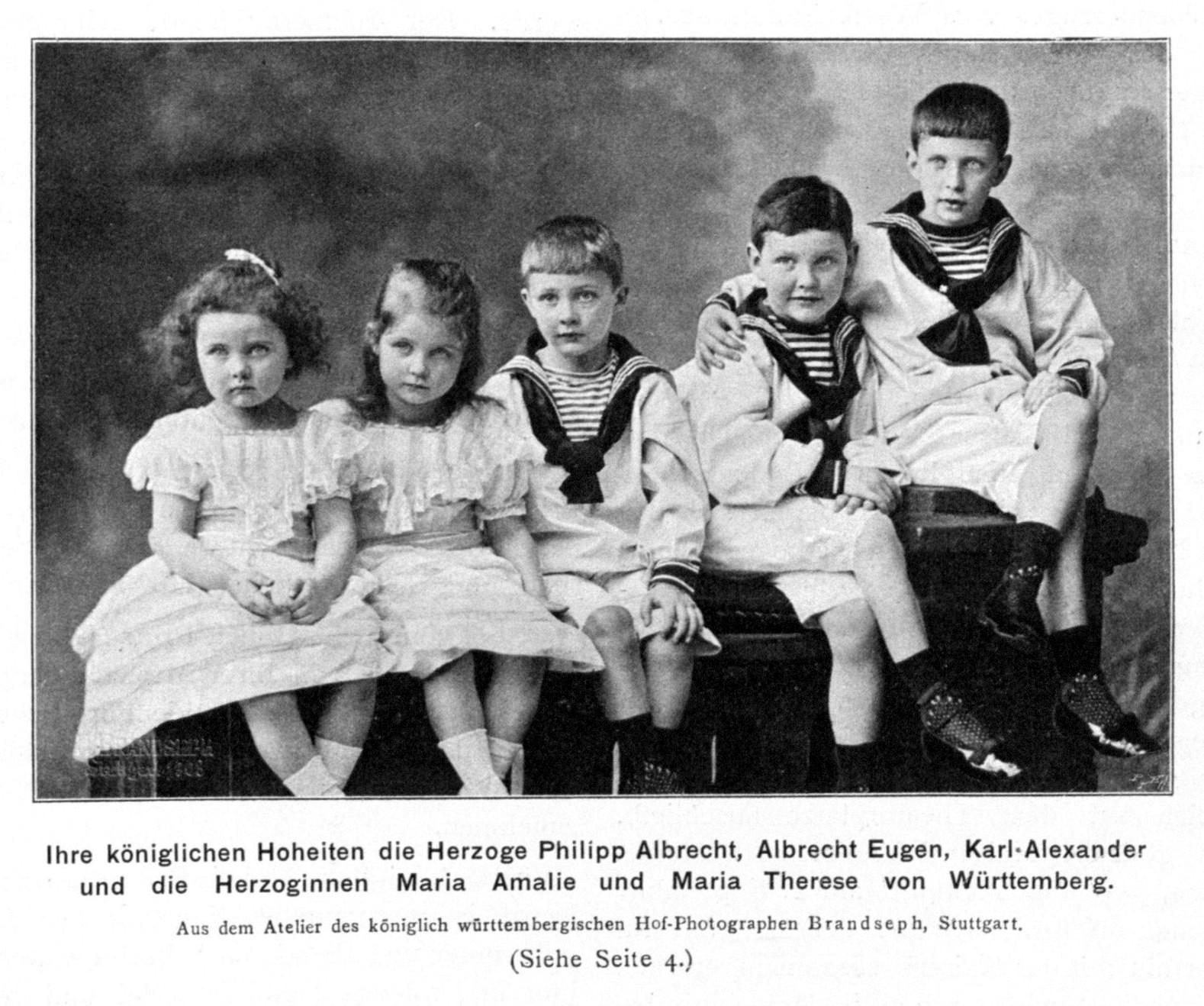
كارل ألكسندر من فورتمبيرغ (في الوسط) مع إخوته وأخواته عام 1903

كان كارل ألكسندر الابن الثالث لألبريشت دوق فورتمبيرغ وزوجته الأرشيدوقة مارجريت صوفي من النمسا. كما أن لديه أربع أخوات أصغر منه. لقد درس في المنزل والتحق بالمدرسة الثانوية بعد عام 1914.
في الحرب العالمية الأولى، حارب كارل ألكسندر على الجبهة الغربية في إيطاليا. استقال من منصبه برتبة نقيب بعد الثورة الألمانية 1918–1919، وفي غضون بضعة أشهر أصبح (قائدًا) في دير سانت مارتن في بيرون. دخل الابتداء في عام 1920 باسم «الأخ أودو»، وأخذ نذورًا في فبراير 1921. لقد خلف والده الملك وليام الثاني، وهو ابن عم بعيد، كرئيس لآل فورتمبيرغ في أكتوبر من نفس العام. رُسم الأخ أودو كاهنًا عام 1926. وفي صيف عام 1930، أرسل الأب أودو إلى دير سانت مارتن، في فاينغارتن، ليس بعيدًا عن قلعة ألتشوزن. لقد شغل عدة مناصب في الدير وكان ناشطًا مع منظمات شبابية كاثوليكية مختلفة. وبسبب منصبه والقيم الكاثوليكية المحافظة لعائلته، فقد شارك في معارضة الاشتراكية الوطنية في وقت مبكر من عام 1933 واستجوبه الغيستابو عدة مرات.
غادر الدير وسافر إلى فورتمبيرغ عام 1934. طرد النازيون الأب أودو من ألمانيا عام 1936، ولجأ إلى الأديرة في سويسرا وإيطاليا. أسس في سويسرا منظمة اللاجئين الكاثوليكيين الدوليين وسافر عبر أوروبا.

## الهجرة إلى الولايات المتحدة
في عام 1940، بعد أن أبلغته الحكومة السويسرية أنها لا تستطيع ضمان سلامته بشكل كامل، قرر الأب أودو الهجرة إلى الولايات المتحدة. قبل مغادرته، أتلف أوراقه الشخصية، وبالتالي لا يمكن استخدامها لتتبع أنشطته بالتفصيل. ومنذ عام 1941 عاش الأب أودو في واشنطن العاصمة، حيث واصل عمله مع اللاجئين ومكّن هجرة اليهود من ألمانيا والأراضي المحتلة. ومن عام 1943 فصاعدًا، شارك في رعاية الألمان في معسكرات أسرى الحرب الأمريكية. أقنع مكتب التحقيقات الفيدرالي بأن دوقة وندسور كانت تنام مع السفير الألماني في لندن، يواخيم فون ريبنتروب. لقد ظل على اتصال دائم به واستمر في تسريب الأسرار.
يعتقد المؤرخ وخبير المحفوظات في آل فورتمبيرغ، إيبرهارد فريتز، أن معارضة كلاوس فون شتاوفنبرغ لأدولف هتلر ربما كانت مدفوعة جزئيًا بعلاقته مع آل فورتمبيرغ. (كان والد شتاوفنبرغ آخر أوبرهوفمارشال في مملكة فورتمبيرغ). كان شتاوفنبرغ على معرفة شخصية بالأب أودو وكان مدركًا جيدًا لجيوب المقاومة ضد النازيين.
بعد نهاية الحرب العالمية الثانية، أسس الأب أودو جمعية إعادة التأهيل في أوروبا الوسطى بهدف تزويد أوروبا الوسطى التي مزقتها الحرب بالطعام والملابس والأدوية والضروريات الأخرى. وفي عام 1949، بعد أن أدت الجمعية وظيفتها وتم حلها، عاد الأب أودو إلى دير القديس بارثولوميو في ألمانيا. لقد غادر الدير عام 1952 بسبب مرض في القلب، وعاد إلى قصر عائلته في ألتشوزن. هناك أمضى السنوات الأخيرة من حياته وكان مؤسسًا لفرسان Yellow of Altshausen.
تمت مقابلة الأب أودو لفترة وجيزة وقد ذكره كاتب السيرة البريطانية جيمس بوب هينيسي في سيرة ابنة عمه الملكة ماري تك عام 1959.
وفقًا لرغباته، دُفن الأب أودو في مقبرة دير القديس مارتن في فاينغارتن بفورتمبيرغ.

## روابط خارجية
- إحدى الصور النادرة المتاحة التي تم تصويرها مع فيليب ألبريشت، دوق فورتمبيرغ والأمير ألبريشت يوجين في عام 1951.